# نظریه تزریقی
نظریهٔ تزریقی
(به انگلیسی: Hypodermic needle model) مدل سوزن هایپودرمیک یا نظریهٔ کمربند انتقال یا نظظ
1. جادویی یک نظریه در ارتباطات است؛ برای انتقال پیام که به صورت مستقیم از فرستنده به گیرنده متقل می‌شود. این مدل در سال ۱۹۳۰ داده شد و امروزه تا حد زیادی منسوخ شده است. اما از این مدل برای تحلیل‌های داده‌های بزرگ 4 استفاده می‌شود و به عنوان احیا کنندهٔ نظریه‌های مدرن شناخته ''.

## مفهوم
نظریهٔ تزریقی یا گلولهٔ جادویی، نشان‌دهندهٔ اثرات مستقیمی است که رسانه‌ها بر روی مخاطبان می‌گذراند. این نوع نظریه در تبلیغات نازی‌ها در دهه ۱۹۴۰ کارایی داشت. این نظریه، به عنوان یک تئوری گرافیکی، پیام رسانه‌ها را یک گلوله شلیک شده از تفنگ رسانه می‌داند که به بیننده برخورد می‌کند. مطابق این نظریه پیام رسانه به طور مستقیم به مخاطب تزریق می‌شود و مخاطبان کاملاً منفعل‌اند و نمی‌توانند از تأثیر رسانه‌ها بگریزند. نظریهٔ سوزن تزریق می‌گوید پیام‌های ارتباط جمعی بر همهٔ مخاطبان اثرات تقریباً یکسان و قدرتمندی دارد.

## جریان دومرحله‌ای
برنامهٔ تلویزیونی "جنگ‌های جهانی" که در سال ۱۹۳۸ پخش شد، معروف‌ترین نمونه‌ای است که می‌توان از آن به عنوان مصداق نظریه گلوله جادویی یاد کرد
با این حال، این نظریه بعد از همین برنامه، توسط پل لازارسفلد که تحقیقاتی را دربارهٔ انتخابات مردم آمریکا انجام داد رد شد. لازارسفلد و همکارانش با تحقیقاتی که در خلال انتخابات سال ۱۹۴۰، که میان وندل ویکلی و فرانکلین روزولت برگزار شد، انجام دادند نشان دادند که رسانه‌ها تأثیر گلوله‌ای روی مردم ندارد.
طی تحقیقاتِ لازارسفلد این نتیجه حاصل شد که پیام‌ها به صورت دومرحله‌ای روی مخاطبان تأثیر می‌گذارد. او فهمید که ترس القاء شده باعث نشده که اکثریت مردم اکمپین روزولت باقی بمانند و در عوض رسانه‌های فردی تأثیرگذاریی جدی بر روی مخاطبان داشته‌اند.
مطابق تفسیر جریان دومرحله‌ای ارتباطات، ایده رسانه‌های جمعی به ذهن رهبران افکار عمومی می‌رسد و سپس این رهبران آن را به مردم منتقل می‌کنند. رهبران افکار، افرادی باهوش‌اند که محتوای رسانه‌ها در اختیار آنها است و آنها پس از تجزیه و تحلیل این پیام‌ها، آن را در اختیار مخاطبان قرار می‌دهد؛ بنابراین جریان دو مرحله‌ای ارتباطات نشان می‌دهد که رسانه‌ها تأثیر مستقیم ندارند بلکه از طریق اتصال میان فردی تأثیر می‌گذارند.
1. ↑  سورین و تانکارد، مترجم: علیرضا دهقان. نظریه‌های ارتباطات، ۳۸۷

منابع
https://en.wikipedia.org/wiki/Hypodermic_needle_model